# Isaias Matiaba
Isaias Matiaba (grec: Ησαΐας Ματιάμπα) (25 de maig del 1983 a Ioànnina, Grècia) és un cantant i compositor grec. En 2010 va col·laborar a la canció Egoista de Tamta.

## Discografia
- (2003) - ΛΟΓΙΑ ΠΟΥ ΔΕΝ ΞΕΧΑΣΑ (Paraules que no vaig oblidar)
- (2004) - TON KOΣΜΟ ΚΟΙΤΑΖΩ (Miro el món)
- (2008) - ΣΕ ΜΙΣΩ (T'odio)
- (2009) - ΘΑ ΠΕΡΙΜΕΝΩ (Esperaré)